# Teorema de Aumann
El teorema de Aumann sobre acuerdos establece que dos personas actuando racionalmente (en cierto sentido específico) y con un conocimiento común de las creencias del otro, no pueden acordar estar en desacuerdo. De manera más específica: si dos personas son racionalistas bayesianos genuinos con distribuciones de probabilidad a priori comunes y si cada uno de ellos tiene conocimiento común de sus distribuciones de probabilidad a posteriori, entonces sus probabilidades posteriores deben ser iguales
Surge la pregunta si dicho acuerdo se puede alcanzar en un tiempo razonable y, desde la perspectiva matemática, si puede hacerse de forma eficiente.  Scott Aaronson publicó un artículo en 2005 demostrando que la respuesta es afirmativa.
Ciertamente, la suposición de los prioris comunes es muy fuerte y difícilmente se cumple en la práctica. Sin embargo Robin Hanson ha presentado un argumento planteando que los bayesianos que concuerden en los procesos que dan origen a sus prioris (por ejemplo, influencias en el ambiente o genética) deberían, si se adhieren a cierta condición de pre-racoinalidad, tener priores comunes.